# Jan Ceuleers
Jan Ceuleers (Antwerpen, 12 april 1935 – Kortenberg, 23 november 2020) was een Belgisch journalist. Hij was programmadirecteur televisie bij de BRT van 1989 tot en met 1996.

## Biografie
Ceuleers promoveerde in 1959 tot doctor in de rechten en in 1976 licentiaat in de communicatiewetenschappen aan de Vrije Universiteit Brussel, waarvan hij van 1975 tot 1989 lid van de raad van bestuur is geweest. Hij doceerde er ook communicatietechnieken en mediarecht.
Aanvankelijk was Ceuleers juridisch adviseur bij de verzekeringen (1961-1962) en daarna juridisch adviseur accountancy (1963-1964). Hij was van 1965 tot 1970 politiek journalist bij de Vlaamse openbare radio en van 1971 tot 1980 oefende hij dezelfde functie ook uit bij de televisie. In  de periode van 1981 tot 1985 was hij kabinetschef van de minister van Arbeid en Tewerkstelling, vervolgens gemeenschapsminister van gezondheidsbeleid, Roger De Wulf. Vanaf 1986 werd hij door de administrateur-generaal van de BRT belast met de studie en coördinatie van de niet-commerciële reclame en sponsoring. Naar aanleiding van het minidecreet moest hij als kaderlid afvloeien.
In juni 1989 werd hij directeur-generaal televisie bij de VRT, toen nog BRT geheten. Hij werd in 1996 opgevolgd door Piet Van Roe. 
Na zijn pensionering in 1996 was hij nog voorzitter van de Regionale Omroep Brabant en van de Cultuurraad van de provincie Vlaams-Brabant.
Hij is de auteur van talrijke bijdragen over media- en politicologische aangelegenheden in diverse vaktijdschriften, is lid van het redactiecomité van het juridisch tijdschrift 'Auteurs & Media' en van de Raad voor de Journalistiek. Ook schreef hij enkele boeken. In zijn memoires Uitgekeken. Mijn wonderjaren, over zijn jaren als Wetstraatjournalist en de periode bij de BRT, maakt hij er geen geheim van jarenlang lid te zijn (geweest?) van de SP.
Ceuleers was getrouwd met Rachel Frederix; ze hadden samen een dochter. Ceuleers leed aan de ziekte van Alzheimer. Hij overleed na euthanasie in 2020, 85 jaar oud.

## Publicaties
- CEULEERS, Jan; VANHAECKE, Frank, De stoute jaren '58-"68, 1988.
- CEULEERS, Jan, Uitgekeken. Mijn wonderjaren, Icarus, Antwerpen, 1999, 186 p.